# Ina Müller
 (août 2018).
Si vous disposez d'ouvrages ou d'articles de référence ou si vous connaissez des sites web de qualité traitant du thème abordé ici, merci de compléter l'article en donnant les références utiles à sa vérifiabilité et en les liant à la section « Notes et références ».
Pour les articles homonymes, voir Müller.
Ina Müller, née le 25 juillet 1965 à Köhlen en Allemagne, est une chanteuse, auteure-compositrice-interprète, écrivaine, actrice et animatrice de télévision allemande.

## Biographie
Ina Müller a grandi à Köhlen en tant que quatrième des cinq filles d'une famille d'agriculteurs. Après une formation d'assistante technique pharmaceutique chez le Dr. von Morgenstern Schulen à Lüneburg, elle a travaillé dans des pharmacies à Brême-Blumenthal, Westerland sur Sylt et Munich. Elle s'est fait connaître par le duo de cabaret Queen Bee, fondé avec Edda Schnittgard en 1994. Le 10 décembre 2005, ils ont fait leurs adieux au Panthéon de Bonn. Ina Müller travaille sur ses propres projets depuis 2002, d'abord dans le domaine de la langue allemande basse.

## Carrière professionnelle
Dans ses livres et ses chansons, elle crée un nouvel espace pour la langue allemande basse et sa culture. Plus récemment, Ina Müller a écrit et parlé pour la série traditionnelle Hör mal'n beten to sur la radio NDR.
En 2004, Ina Müller a été invitée dans la série ARD Großstadtrevier. En février 2006, elle a commencé son deuxième programme solo : Ina Müller lit et chante sur Platt. Sur NDR, elle a présenté une exposition intitulée Land & Liebe et a animé Inas Norden de 2005 à 2008. Elle a également fait des apparitions en tant qu'invitée dans diverses émissions NDR. À partir de l'automne 2006, Ina Müller part en tournée avec son groupe sous le thème Femme, célibataire, 40 ans. Elle écrit régulièrement elle-même les textes de ses chansons, en collaboration avec Frank Ramond, qui écrit aussi pour Annett Louisan et Roger Cicero.
Depuis 2007, elle présente son émission nocturne Inas Nacht sur NDR, pour laquelle elle a reçu le Prix de la télévision allemande en 2008, le Prix de la comédie allemande en 2009 et le Prix Grimme en 2010. Depuis novembre 2009, la première diffusion de son émission nocturne a eu lieu le jeudi soir et depuis septembre 2011 le samedi soir.
En février 2009, elle a animé la première émission de gala à l'occasion du 100e anniversaire de Heinz Erhardt. Depuis octobre 2009, la NDR diffuse également le format Stadt, Land, Ina! dans lequel Ina Müller rend compte des curiosités et des choses quotidiennes du nord de l'Allemagne. En tant qu'invité, elle a déjà été vu dans de nombreuses émissions, y compris aux côtés du chef vedette Johann Lafer dans l'émission Lafer! Lichter! Lecker! ou Was liest du? sur WDR. Elle a également participé à l'émission de télévision RTL Wer wird wird Millionär, diffusée le 18 novembre 2010, dans laquelle elle a remporté 125 000 euros pour le Marathon.
Le 12 janvier 2011, Ina Müller a reçu la citoyenneté d'honneur de son lieu de naissance Köhlen près de Bremerhaven parce-qu'elle représente de manière spéciale son village natal et la langue allemande basse.
Le 22 mars 2011, elle a accueilli la 20ème édition des Echo Awards pour ARD. Le 22 mars 2012, elle a de nouveau présenté l'Echo avec Barbara Schöneberger. Le 11 mai 2011, elle a été nommée membre du jury du Concours Eurovision de la Chanson 2011 aux côtés d'Eva Briegel, la chanteuse Frida Gold, Alina Süggeler, le directeur musical Gerd Gebhardt et la directrice musicale du Bayern 3 Edi van Beek. Elle a également présenté le système de notation allemand.
Le 22 mars 2012, elle a reçu deux échos au Gala de l'Echo, après avoir été nommée cinq fois les années précédentes. Elle a également chanté la chanson Valerie avec Ivy Quainoo, Aura Dione, Caro Emerald et Dionne Bromfield en l'honneur de Amy Winehouse. En 2014, Ina Müller reçoit à nouveau l'Echo du meilleur artiste pop/rock national pour son album 48. En novembre 2014, Ina Müller a participé à la version allemande du 30e anniversaire de Band Aid.
En 2015, Ina Müller a reçu un prix platine pour son CD 48, après avoir déjà remporté plusieurs prix d'or. Elle a également été nommée pour l'Echo en 2015. En janvier 2015, elle a participé au programme Durch die Nacht mit..., dans lequel elle a passé une soirée avec Sarah Connor à Barcelone. En mars 2015, elle a participé à l'émission satirique autrichienne Wir sind Kaiser. En septembre 2015, elle a participé à l'exposition RTL Bülent & seine Freunde de Bülent Ceylan. Elle a également jeté un regard sur les 50 ans de NDR avec Bjarne Mädel dans une émission de télévision. À cette occasion, elle a également tourné plusieurs nouvelles publicités, Das-Beste-am-Norden pour NDR avec Detlev Buck et a donc été vue une fois de plus dans des rôles courts. Car Buck Müller avait déjà pris un petit rôle dans son adaptation cinématographique de Bibi et Tina : Complètement ensorcelée, sorti en 2014. Fin septembre 2015, elle a repris une ferme pendant 7 jours dans l'émission Ich mach dir den Hof, qui a été diffusée sur NDR.
Le 6 avril 2017, Ina Müller a de nouveau reçu l'Echo/Artist Pop National - son quatrième Echo. Le 21 juin 2018, elle a reçu l'anneau Paul Lincke de la ville de Goslar.

## Vie privée
Elle vit à Hambourg avec le chanteur et auteur-compositeur-interprète allemand Johannes Oerding depuis 2011,.

## Animation
- : Großstadtrevier (Rôle d'invité, série télévisée, Das Erste)
- : Inas Norden (Modération, documents de voyage, NDR)
- Depuis 2007 : Inas Nacht (Modération, spectacle nocturne, Das Erste / NDR)
- 2007/2012 : Zimmer Frei! (WDR)
- 2008 : Lafer! Lichter! Lecker! (Émission de cuisine, ZDF)
- 2008 : Was liest du? (WDR)
- Depuis 2009 : Stadt, Land, Ina! (Modération, documentation NDR)
- 2010 : Wer wird Milliönar (Candidat, Quiz show RTL)
- 2011: 20e Cérémonie de remise des prix de l'Écho (Modération, la première)
- 2011: Eurovision song Contest 2011 (Membre du jury, conférencier, Das Erste)
- 2012 : Echo Award (Co-modération, Das Erste)
- 2012 : Das Star Quiz mit Kai Pflaume (Candidat, Quiz Show The First)
- 2014 : 5 gegen Jauch (Candidat, quiz show RTL)
- 2015 : Durch die Nacht mit... (ARTE)
- 2015 : Wir sind Kaiser (Talk-show satire, ORF)
- 2015 : Quizduell (Émission de télévision) (candidat, quiz show, the first)
- 2015 : Die Müller und der Mädel glotzen TV (Bilan sur 50 ans de NDR)
- 2015 : Bülent & seine Freunde (Comedy Show, RTL)
- 2015 :  Ich mach dir den Hof (Dokusoap, NDR)
- 2017 :  Wer weiß denn sowas? (Candidat, quiz Show The First)
- 2017 : Die Geschichte eines Abends (Docu-Talk anarchique avec Dirk Stermann, NDR)
- 2018 : Mensch Jürgen! von der Lippe wird 70, (Invité, ARD)

## Discographie

### Albums studio

#### Avec son groupeQueen Bee
- 2000 : Freundinnen
- 2002 : Volle Kanne Kerzenschein

#### En carrière solo
- 2003 : Platt is nich uncool. (sorti en septembre 2003)
- 2004 : Das grosse Du (sorti le 1er juin 2004)
- 2006 : Weiblich. Ledig. 40. (sorti le 13 octobre 2006)
- 2014 : 48 - Live (sorti le 24 octobre 2014)
- 2016 : Ich bin die (sorti le 28 octobre 2016)

## Livres
- 2000 : Die Romantische Straße: kleiner Kunst- und Kulturführer der Romantischen Straße im Spiegel der Jahrhunderte[4]
- 2002 : Platt is nich uncool[5]
- 2004 : Mien Tung is keen Flokati[6]
- 2005 : Schöönheit vergeiht, Hektar besteiht: live ; Live-Mitschnitt einer Lesung ; bei einer Veranstaltung im St.-Pauli-Theater im Dezember 2005 in Hamburg aufgenommen[7]
- 2009 : Dree in Een[8]

## Filmographie
- 2004 : Beautiful Women de Sathyan Ramesh
- 2014 : Bibi et Tina : Complètement ensorcelée ! de Detlev Buck : Kathi Schmüll

## Distinctions
- 2006 : Prix Heinrich Schmidt Barrien
- 2008 : Prix de la télévision allemande - Meilleur programme de divertissement / Meilleur animateur d'un programme de divertissement
- 2009 : Meilleur spectacle de fin de soirée
- 2010 : Divertissement
- 2012, 2014 et 2017 : Prix Echo de la meilleure artiste pop/rock allemande